# Ivan Stanković
Ivan Stanković (en serbe cyrillique : Иван Станковић ; né le 27 avril 1982 à Belgrade) est un ancien joueur de handball serbe évoluant au poste d'arrière droit. Il mesure 1,93 mètre et pèse 100 kilos. international de Serbie, il a évolué 7 ans en Espagne pour 6 ans en France, à l'US Créteil puis l'US Ivry.

## Biographie

### Carrière en club
Le natif de Belgrade commence à l'adolescence sa carrière sportive. Il intègre à la fin des années 1990, le club du Partizan Belgrade. Cadre majeur du club, il y remporte deux titres de champion de Yougoslavie en 2002 et 2003. Avec son club des Balkans, il dispute ainsi la Ligue des champions en 1999-2000, 2002-2003 et 2003-2004. 
En 2004, il signe au club espagnol du CD Bidasoa Irún, double champion d'Espagne. Il retrouve l'Europe sous ses nouvelles couleurs et dispute à plusieurs reprises la Coupe de l'EHF. Transféré la saison suivante au BM Aragón, il dispute les phases de poule de la Coupe EHF et termine huitième et septième du Championnat d'Espagne en 2009 et 2010. 
Il rejoint l'équipe de l'US Créteil à l'été 2011 pour disputer le Championnat de France. Artilleur efficace, il est le deuxième meilleur buteur du club du Val-de-Marne à la mi-saison. S'inscrivant dans la durée, il prolonge son contrat jusqu'à la fin 2015. Lors de la première saison, il réalise notamment une grosse performance face au club de l'USAM Nîmes avec un total de neuf buts. Malgré ces bonnes performances, le club cristollien est relégué en deuxième division à l'issue de la saison 2012-2013. Blessé en début de champion de PRO-D2, il revient cependant à l'hiver où il décroche le titre de Champion de France D2. 
Mais Stanković reste en Division 2 car il est recruté par l'US Ivry qui est relégué après 57 saisons dans l'élite du handball masculin. Le 7 juin 2014, il atteint la finale du Challenge Marrane et est champion d'automne après des victoires sur les clubs de Pontault-Combault et de Chartres où il inscrit successivement dix buts. Le 23 janvier 2015, lors de la trêve internationale liée au mondial au Qatar, il prolonge son contrat à Ivry de deux saisons : « Je suis vraiment très content de cette opportunité donnée par le club qui avait fait le pari, l’été dernier, de me relancer. C’est vraiment très satisfaisant de voir cette confiance renouvelée. Ça donne beaucoup d’envie. Collectivement, l’idée est de continuer à travailler très dur pour atteindre les objectifs fixés avec la remontée. De ce côté là, on est plutôt bien, même si on aurait préféré être premier avant la trêve, mais tout reste évidemment possible. On va se battre pour retrouver la D1 et ensuite se stabiliser. A titre personnel, je me sens vraiment très bien ici, tout se passe bien avec tout le monde, c’est très agréable. C’est d’ailleurs une des raisons pour lesquelles j’ai décidé de prolonger. ». Finalement, il décroche à nouveau le titre de Champion de France D2. 

### Carrière en sélection
Il connaît sa première sélection à l'automne 2009. Lors du Championnat d'Europe 2010 ou la Serbie arrive à la 13e place, il est le plus jeune joueur de la sélection. Très efficace à son poste, il participe successivement au Championnat du monde 2011 et au Championnat d'Europe 2012, où vient la consécration avec une seconde place devant son public. Lors de la demi-finale face à la Croatie, il inscrit 3 buts et est l'un des acteurs majeurs de la victoire sur la bande à Ivano Balic. Il participe ensuite aux Jeux olympiques à Londres où la Serbie finit à la 9e place. Lors du Championnat du monde 2013, l'Espagne, pays hôte de la compétition et futur championne du monde, élimine la sélection serbe en huitième de finale sur le score de 20-31. Il met un terme à sa carrière internationale au lendemain du mondial. Il a porté à trente reprises le maillot de la sélection serbe et a inscrit cinquante huit buts.

## Palmarès

### En équipe nationale
- Championnat d'Europe
  - 13e du Championnat d'Europe 2010,  Autriche
  -  Médaille d'argent du Championnat d'Europe 2012,  Serbie
- Jeux olympiques
  - 9e place aux Jeux olympiques de 2012 de Londres,  Royaume-Uni
- Championnat du monde
  - 10e du Championnat du monde 2011,  Suède
  - 10e du Championnat du monde 2013,  Espagne

### En clubs
- Vainqueur du Championnat de RF Yougoslavie/Serbie-et-Monténégro (2) : 2002, 2003
  - Vice-champion en 2004
- Vainqueur de la Coupe de RF de Yougoslavie (1) : 2001
- Demi-finaliste de la Coupe des vainqueurs de coupe en 2002

- Championnat d'Espagne : 6e en 2006, 8e en 2009, 7e en 2010
- Championnat de France : 8e en 2012, 13e en 2013
- Quart de finaliste de la Coupe de la Ligue en 2012 et 2013
- Quart de finaliste de la Coupe de France en 2013 et 2015
- Vainqueur du Champion de France D2 (2) : 2014; 2015